# Ridgeland, South Carolina
Ridgeland är administrativ huvudort i Jasper County i South Carolina. Enligt 2020 års folkräkning hade Ridgeland 3 758 invånare.

## Kända personer från Ridgeland
- LaRue Howard, gospelmusiker
- Reverend Ike, predikant
- Lloyd W. Newton, general
- Jacob E. Smart, general